# KDE Partition Manager
KDE Partition Manager è un gestore di partizioni libero con licenza GNU General Public License.
Come per la maggior parte delle applicazioni KDE, è scritto in C++ ed utilizza il toolkit Qt.

## Storia
Originariamente scritto da Volker Lanz per la piattaforma KDE, venne pubblicato per la prima volta nel KDE Software Compilation 4.1. Dopo la morte di Lanz nell'aprile del 2014, Andrius Štikonas ha proseguito lo sviluppo del programma e ne è divenuto il manutentore. 

## Descrizione
KDE Partition Manager viene usato per creare, eliminare, ridimensionare, spostare, controllare e copiare le partizioni e i file system. Ciò e utile per creare spazio in cui inserire nuovi sistemi operativi, riorganizzare lo spazio occupato nel disco, copiare dati salvati su disco e duplicare le partizioni creando un'Immagine disco. Inoltre è possibile effettuare dei backup per ripristinare il contenuto di un disco.
Il software utilizza libparted per rilevare e manipolare i dispositivi di memoria e le tabelle di partizione, mentre diverse libreria per il file system (opzionali) forniscono un supporto per i file system non inclusi in libparted. Questi pacchetti opzionali vengono rilevati a tempo di esecuzione e non richiedono una ricompilazione del software.